# AX Gaia
AX Gaia, pełna nazwa Academia de Xadrez de Gaia – portugalski klub szachowy z siedzibą w Vila Nova de Gaia, jedenastokrotny mistrz kraju.

## Historia
Klub został założony w 2001 roku. W 2004 roku zadebiutował w Primeira Divisão, zajmując trzecie miejsce. Rok później AX Gaia zdobył tytuł mistrzowski. Podstawowy skład drużyny stanowili wówczas Oleg Korniejew, Ľubomír Ftáčnik, António Fernandes i Juan Manuel Bellón López. W 2006 roku zespół obronił tytuł. W latach 2007–2008 klub zajmował trzecie miejsce w Primeira Divisão, a w sezonach 2009–2011 zdobywał mistrzostwo Portugalii. W sezonie 2012/2013 ponownie uzyskano tytuł mistrzowski. W 2014 roku AX Gaia został wicemistrzem kraju, a w latach 2015–2017 – mistrzem. W latach 2018 i 2021 klub ponownie zajął drugie miejsce w lidze. W latach 2023–2024 zdobyto kolejne dwa tytuły. 
Zawodnikami klubu byli m.in.: Bassem Amin, Mateusz Bartel, Juan Manuel Bellón López, Emre Can, Daniel Dardha, Romain Édouard, Pawło Eljanow, António Fernandes, Serhij Fedorczuk, Ľubomír Ftáčnik, Julio Granda Zuñiga, Alejandro Hoffman, Robert Howhannisjan, Ernesto Inarkijew, Eduardo Iturrizaga, Denis Kadrić, Leandro Krysa, Jurij Kuzubow, Maxime Lagarde, Oleg Korniejew, S.L. Narayanan, Arman Paszikian, Dragan Paunović, Władimir Petkow, Alan Pichot, Rusłan Pogorełow, Pawieł Ponkratow, Daniel Rivera Kuzawka, Raunak Sadhwani, Iván Salgado López, Ivan Šarić, Aleksa Striković, Samwel Ter-Sahakian, Siergiej Tiwiakow i Francisco Vallejo Pons.